# Älska fotboll
Älska fotboll är en kampanj i Sverige för en positiv fotbollskultur och mot huliganism. Kampanjen startade i samband med att Allsvenskan 2005 sparkade igång. De som startade kampanjen var Aftonbladets sportavdelning Sportbladet, Svenska Fotbollförbundet, Svensk Elitfotboll och Elitföreningen damfotboll. Bland annat såldes rosa gummiarmband med texten Älska fotboll.